# Federico Corriente Córdoba
Federico Corriente Córdoba   (Granada, 14 de novembre de 1940 - Saragossa, 16 de juny de 2020) fou un semitista, doctor en Filologia semítica per la Universidad Complutense de Madrid.

## Trajectòria
Va exercir la docència de llengües semítiques, en particular de l'àrab, i de dialectologia i literatura àrab a diverses universitats de països àrabs, americanes (EUA) i de l'estat espanyol. Va ser director del Centre Cultural Espanyol del Caire (1962-65); professor d'espanyol, de lingüística semítica i hebreu a la Universitat Muhammad V de Rabat (1965-68); professor de lingüística àrab a la Universitat Dropsie de Filadelfia (EUA) (1968-70); investigador científic en filologia semítica a l'Instituto Arias Montano del C.S.I.C. i catedràtic d'estudis àrab i islàmics a la Universitat de Saragossa (1976-86 i a partir de 1991) i de la mateixa disciplina a la Complutense de Madrid (1986-91).
Fou membre de l'Acadèmia de la Llengua Àrab del Caire. El 1995 obtingué el premi del Ministeri de Cultura de la República Àrab d'Egipte a la millor edició de textos àrabs per l'edició del Diwan d'Ibn Quzman. El 2014 fou nomenat doctor honoris causa per la Universidad de La Laguna.
L'abril de 2017 va ser elegit membre de la Reial Acadèmia Espanyola, per ocupar el silló K, succeint Ana María Matute.

## Obres
Entre les seves obres en el camp de la docència destaca el Diccionario español-árabe (Madrid: IHAC, 1970), amb nombroses reimpressions entre les quals destaca la del Caire (Maktab, Uzirs, 1996) o la de Barcelona (Herder, 1991), actualitzat amb la col·laboració d'Ignacio Ferrando; el Diccionario de arabismos, el Nuevo diccionario español-árabe, el Diccionario avanzado árabe i la Introducción a la gramática y textos árabes. En el terreny de la investigació s'ha de destacar A grammatical Sketch of the Spanish-Arabic dialect bundley la Gramática, métrica y texto del cancionero hispanoárabe de Abán Quzmán. La seva obra inclou també traduccions de literatura àrab antiga, medieval i contemporània, treballs de filologia semítica, literatura apòcrifa etiòpica i temes de dialectologia àrab, especialment andalusí, amb la seva relació amb les llengües romàniques peninsulars. Cal destacar El cancionero hispanoárabe de Ibn Quzman Madrid, ed. Nacional, 1984 (segona edició a Hiperión, 1989 i tercera, corregida i completada el 1996; Árabe andalusí y lenguas romances Madrid, M.A.P.F.R.E., 1992; Introducción a la gramática comparada del semítico meridional Madrid, C.S.I.C., 1996; A dictionary of Andalusi Arabic, Leiden, Brill, 1977; y Poesía dialectal árabe y romance en Alandalús, Madrid, Gredos, 1998.